# Wilhelm Pacher
Wilhelm Karl Josef Pacher (24. listopadu 1858 Čejč – 10. prosince 1931 Vídeň) byl rakousko-uherský admirál. Jako absolvent námořní akademie sloužil u c. k. námořnictva od roku 1877, vystřídal službu na různých lodích, absolvoval několik zaoceánských cest a podílel se na mezinárodních vojenských operacích. Dva roky strávil v Číně (1907–1908), po návratu do Evropy zastával vysoké funkce v námořní administraci a byl velitelem moderních bitevních lodí. V roce 1911 byl penzionován a mimo aktivní službu obdržel hodnost kontradmirála (1912).

## Životopis

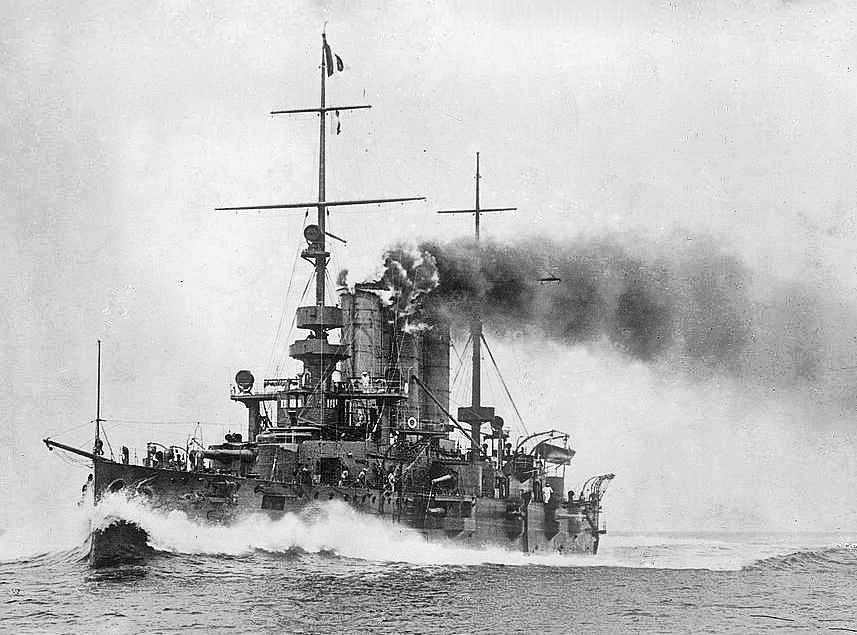
SMS Erzherzog Ferdinand Max, vlajková loď kapitána Wilhelma Pachera v letech 1909–1910

Pocházel z jižní Moravy, byl synem Eduarda Pachera, úředníka na císařském velkostatku Hodonín. Základní vzdělání absolvoval ve Vídeňském Novém Městě a v letech 1873–1877 studoval na C. k. námořní akademii v Rijece. K námořnictvu vstoupil jako kadet v roce 1877 a vystřídal službu na různých lodích, mimo jiné na císařské jachtě SMS Miramar. V roce 1882 získal hodnost praporčíka, několik let strávil u námořního arzenálu v Pule a byl také velitelem jednotek námořní pěchoty. 
Na korvetě SMS Helgoland absolvoval v letech 1884–1885 cestu podél břehů západní Afriky, další plavbu vykonal na korvetě SMS Erzherzog Friedrich v roce 1887 s kadety námořní akademie. Postupoval v hodnostech (poručík II. třídy 1889, poručík I. třídy 1892), sloužil na cvičné lodi SMS Novara nebo na admirálské jachtě SMS Greif. Znovu působil také u arzenálu v Pule nebo u Námořního technického výboru. Jako první důstojník na torpédovém křižníku SMS Sebenico se během řecko-turecké války zúčastnil mezinárodní blokády Kréty (1897).
V hodnosti korvetního kapitána (1. května 1901) byl přidělen ke sborovému námořnímu velitelství v Pule, dále byl důstojníkem štábu I. eskadry admirála Kneisslera a v letech 1903–1905 velitelem cvičné lodi SMS Alpha. V letech 1905–1907 byl ředitelem výzbroje arzenálu v Pule a mezitím byl povýšen na fregatního kapitána (1. května 1905). V lednu 1907 byl jako velitel křižníku SMS Szigetvár vyslán na Dálný východ, kde namísto Ferdinanda Bublaye převzal velení křižníku SMS Kaiser Franz Joseph I. S touto lodí absolvoval na přelomu let 1907–1908 cestu do japonských přístavů Nagasaki, Kóbe a do ruského Vladivostoku. U břehů Číny setrval do konce roku 1908 a mezitm získal hodnost kapitána řadové lodi (1. listopadu 1907). Po návratu do Evropy se stal velitelem bitevní lodi SMS Wien v rámci záložní eskadry (1909), krátce byl zástupcem velitele arzenálu v Pule a nakonec velitelem bitevní lodi SMS Erzherzog Ferdinand Max (1909–1910). Od června 1910 byl bez bližšího zařazení členem velení sborového námořního velitelství v Pule. K datu 1. května 1911 byl penzionován a mimo aktivní službu později obdržel hodnost kontradmirála (10. ledna 1912).
Po odchodu do výslužby žil nejprve v Olomouci, kde využíval pohostinství spřízněné rodiny Primavesi, později se trvale usadil ve Vídni, kde byl mimo jiné členem Rakouské společnosti pro podporu lodní dopravy (Österreichischer Flottenverein). Zemřel ve Vídni 10. prosince 1931 ve věku 73 let a byl pochován na hřbitově v Sieveringu ve čtvrti Döbling. 
V roce 1893 se oženil s Theodorou Primavesi (1870–1957), dcerou admirála Josefa Primavesiho. Z manželství se narodily tři děti, dcery Theodora a Leocadia, syn Wilhelm sloužil u c. k. námořnictva za první světové války jako námořní letec.  

## Řády a vyznamenání
Během služby u námořnictva získal několik ocenění v Rakousku-Uhersku i v zahraničí.

### Rakousko-Uhersko
- Jubilejní pamětní medaile (1898)
- Služební odznak pro důstojníky III. třídy (1902)
- Vojenský jubilejní kříž (1908)
- Vojenský záslužný kříž (1910)
- Vojenská záslužná medaile (1911)

### Zahraničí
- rytířský kříž Řádu avizských rytířů (1899, Portugalsko)
- Řád vycházejícího slunce III. třídy (1910, Japonsko)
- Řád knížete Danila I. II. třídy (1910, Černá Hora)